# ريتشارد بي. كوهن
ريتشارد بي. كوهن (بالإنجليزية: Richard B. Cohen) هو شخصية أعمال أمريكي، ولد في 1952.